# Měls mě vůbec rád (singolo)
Měls mě vůbec rád è il primo singolo della cantante pop rock ceca Ewa Farna estratto dal suo album di debutto omonimo.

## Classifiche
| Classifica (2006)      | Posizione massima |
| ---------------------- | ----------------- |
| Czech Singles Chart    | 3                 |
| European Singles Chart | 134               |